# Eria biglandulosa
Eria biglandulosa är en orkidéart som beskrevs av Johannes Jacobus Smith. Eria biglandulosa ingår i släktet Eria och familjen orkidéer. Inga underarter finns listade i Catalogue of Life.